# Old Ripley
Old Ripley és una població dels Estats Units a l'estat d'Illinois. Segons el cens del 2000 tenia 127 habitants.

## Demografia
Segons el cens del 2000, Old Ripley tenia 127 habitants, 48 habitatges, i 36 famílies. La densitat de població era de 326,9 habitants/km².
Dels 48 habitatges en un 35,4% hi vivien nens de menys de 18 anys, en un 58,3% hi vivien parelles casades, en un 8,3% dones solteres, i en un 25% no eren unitats familiars. En el 18,8% dels habitatges hi vivien persones soles el 10,4% de les quals corresponia a persones de 65 anys o més que vivien soles. El nombre mitjà de persones vivint en cada habitatge era de 2,65 i el nombre mitjà de persones que vivien en cada família era de 3,03.
Per edats la població es repartia de la següent manera: un 31,5% tenia menys de 18 anys, un 5,5% entre 18 i 24, un 29,1% entre 25 i 44, un 20,5% de 45 a 60 i un 13,4% 65 anys o més.
L'edat mediana era de 34 anys. Per cada 100 dones de 18 o més anys hi havia 117,5 homes.
La renda mediana per habitatge era de 35.000 $ i la renda mediana per família de 35.417 $. Els homes tenien una renda mediana de 27.083 $ mentre que les dones 21.563 $. La renda per capita de la població era de 15.363 $. Cap de les famílies i el 3,7% de la població estaven per davall del llindar de pobresa.

## Poblacions més properes
El següent diagrama mostra les poblacions més properes.